# Haret (cráter)
Haret es un pequeño cráter de impacto que se encuentra en la región sur de la cara oculta de la Luna, en medio del triángulo de cráteres formado por Bose al noreste, Cabannes al sureste y Abbe al oeste. La región cercana al cráter es relativamente llana, aunque está marcada con numerosos cráteres recientes en forma de cuenco.
La forma de Haret es generalmente circular, con un abultamiento exterior en el borde suroeste donde un cráter más pequeño se ha fusionado con la formación. Presenta otro impacto aún más pequeño en el borde noreste. El suelo interior ha sido inundado en el pasado por lava basáltica, dejando el nivel interior y el borde exterior casi integrados por completo en el terreno circundante. Visto desde lejos, el piso interior carece de rasgos distintivos, con solo un par de impactos pequeños que marcan su superficie.
Debe su nombre al matemático y astrónomo rumano Spiru Haret.

## Cráteres satélite
Por convención estos elementos se identifican en los mapas lunares colocando la letra en el lado del punto central del cráter más cercano a Haret.
|       | \| Haret \| Coordenadas \| Diámetro \| \| ----- \| -------------------------------- \| -------- \| \| C \| 57°12′S 172°48′O / -57.2, -172.8 \| 30 km \| \| Y \| 55°42′S 175°30′O / -55.7, -175.5 \| 27 km \| |          |
| Haret | Coordenadas | Diámetro |
| C     | 57°12′S 172°48′O / -57.2, -172.8 | 30 km    |
| Y     | 55°42′S 175°30′O / -55.7, -175.5 | 27 km    |